# Nazar (film)
Nazar (tj. Spojrzenie, inny tytuł The Gaze) – indyjski film z 1991 roku wyreżyserowany przez Mani Kaul, będący adaptacją opowiadania Łagodna Dostojewskiego. W rolach głównych wystąpili Shekhar Kapur (reżyser Elizabeth i Bandit Queen) i Sambhavi.

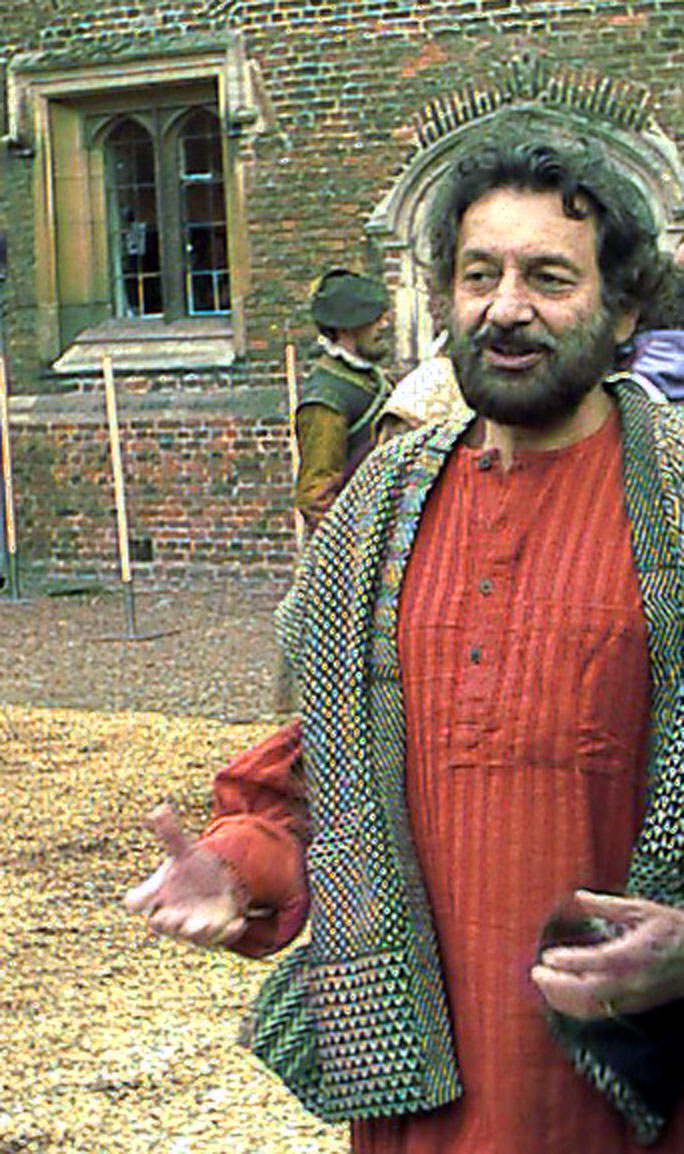
Shekhar Kapur, 16 lat po zagraniu w "Nazar", w trakcie reżyserii Elizabeth

## Opis filmu
Właściciel sklepu z antykami w Bombaju (Shekhar Kapur) bierze czasem w lombard rzeczy przynoszone przez gwałtownie potrzebujących pieniędzy. Pewnego dnia w jego sklepie pojawia się siedemnastoletnia dziewczyna (Sambhavi). Czterdziestoletni samotny mężczyzna czuje się zaintrygowany jej milczeniem. Czeka na jej kolejne przyjście, wypytuje o nią. Dziewczyna jest sierotą wbrew swojej woli przymuszaną przez krewnych do małżeństwa ze starym wdowcem. Mężczyzna wykorzystuje jej trudną sytuację. Proponuje małżeństwo. Z dwojga złego dziewczyna wybiera jego, ale wkrótce ma okazję zwątpić w swój wybór. Między małżonkami panuje milczenie. Od dziecka samotny mężczyzna stał się oschły, nie umie wyrazić swoich uczuć, sam nie wie, co czuje. Zamiast ciepła chce dać odczuć swoją przewagę, zatrzymać ją przy sobie pragnie zależnością. Upokarza ją. Niepogodzony ze swoim życiem wyżywa się na niej. Ona zaczyna się dusić w tym związku. Pewnej nocy mąż budzi się. Widzi żonę zbliżającą się do jego łóżka z pistoletem w dłoni. Metal lufy dotyka jego skroni.

## Obsada
- A.A. Baig
- Asha Dandavate
- Shekhar Kapur	... 	właściciel lombardu
- Parvez Merchant
- Shambhavi	... 	żona właściciela lombardu
- Surekha Sikri	... 	Bua, zubożała kuzynka żony

## Festiwale
Film był pokazywany na następujących festiwalach:
- Międzynarodowy Festiwal Filmowy w Londynie
- Międzynarodowy Festiwal Filmowy w Locarno
- Międzynarodowy Festiwal Filmowy w Hongkongu
- Międzynarodowy Festiwal Filmowy w Lizbonie
- Międzynarodowy Festiwal Filmowy w Rotterdamie
- Międzynarodowy Festiwal Filmowy w Seattle
- Międzynarodowy Festiwal Filmowy w Birmingham
- Międzynarodowy Festiwal Filmowy 3 Kontynentów w Nantes (Francja)
- Międzynarodowy Festiwal Filmowy we Fribourgu